# Carbognano

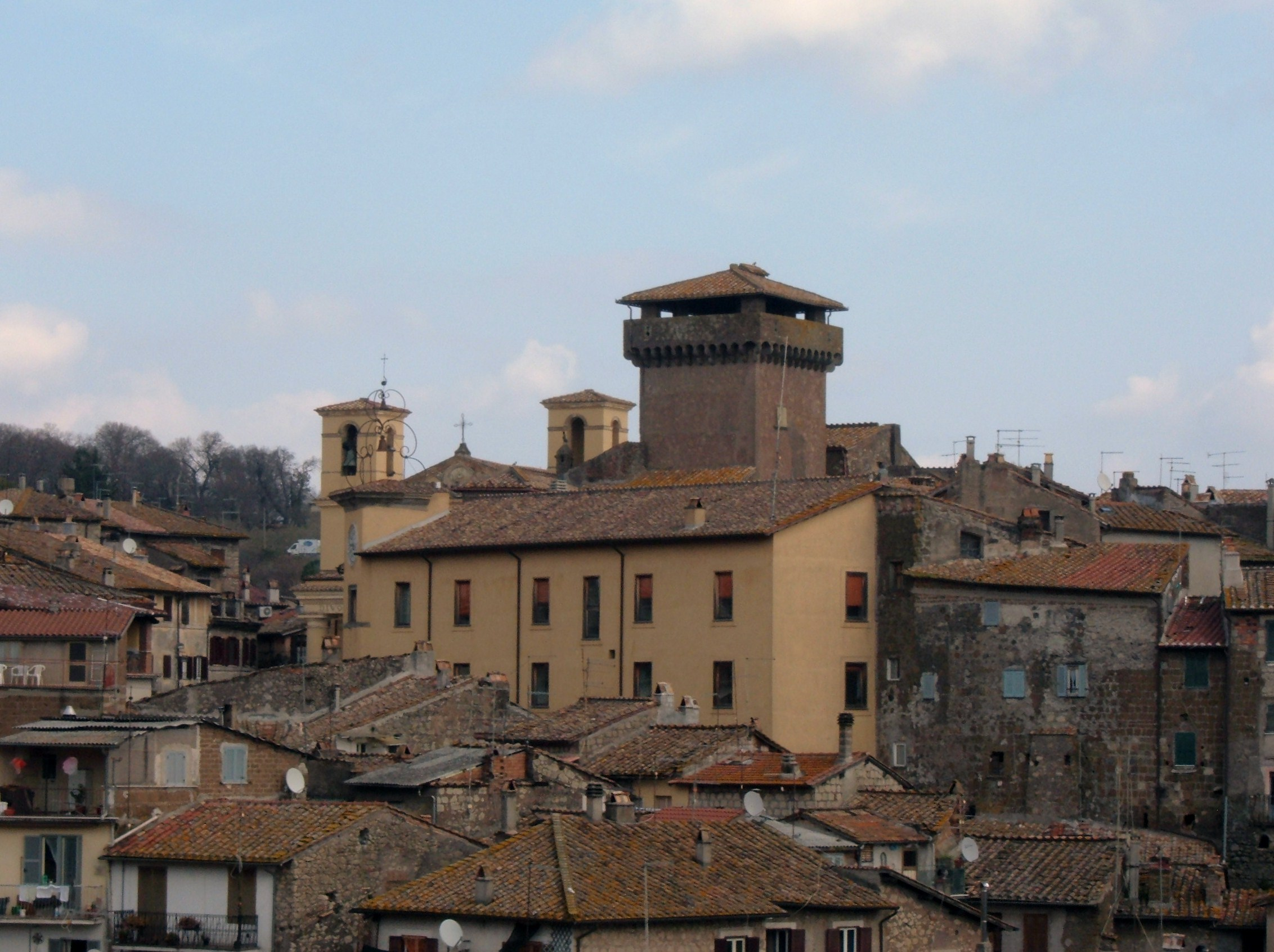
Vista del Castello e della chiesa di San Pietro a Carbognano.

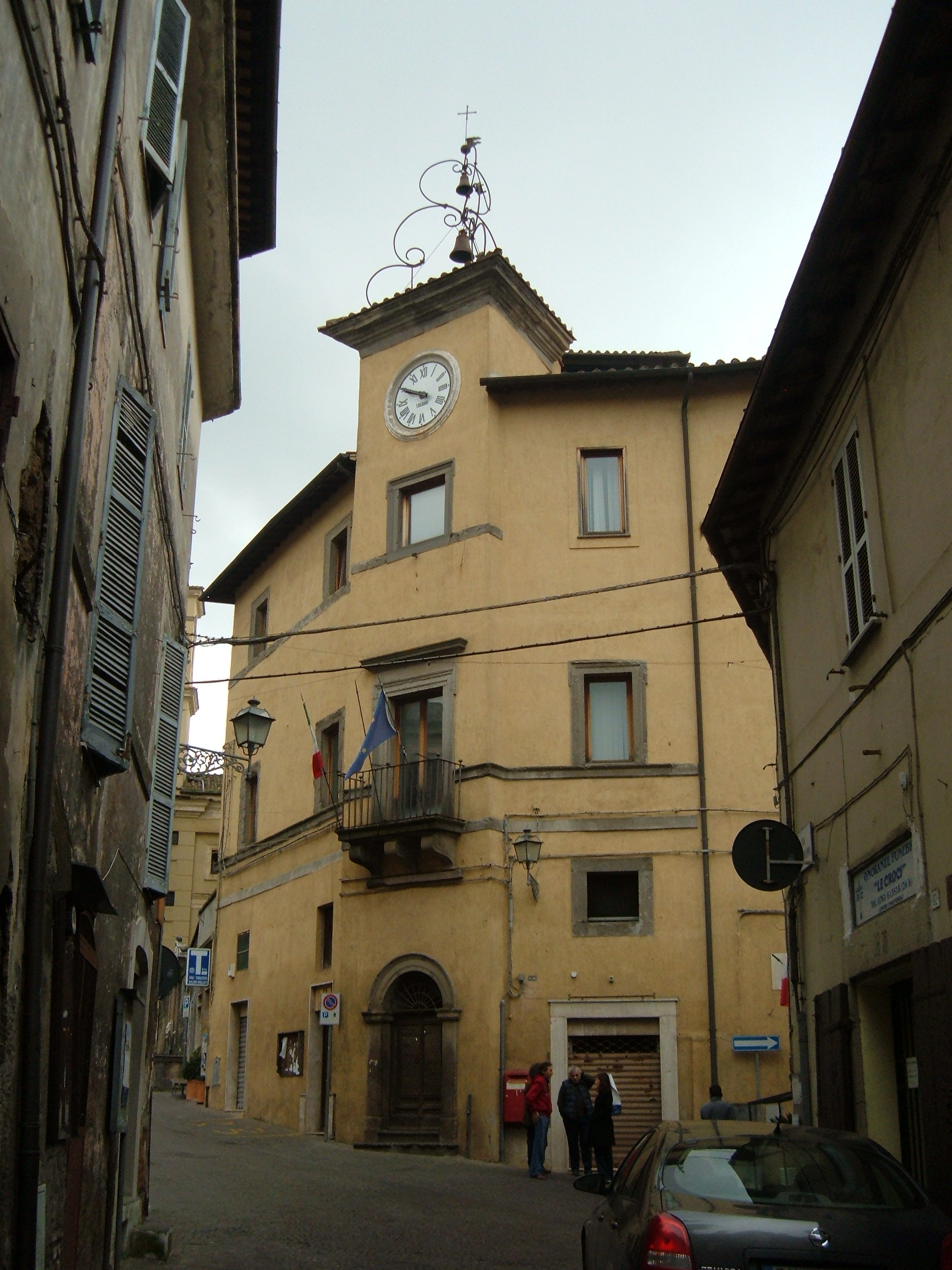
Palazzo comunale.

Carbognano è un comune italiano di 1 956 abitanti della provincia di Viterbo nel Lazio.

## Geografia fisica

### Territorio
Centro agricolo dei Monti Cimini, sulle pendici orientali del recinto craterico del lago di Vico. Sorge alla confluenza di due vallecole tributarie del rio Sorcello, affluente del Tevere.

## Origini del nome
L'origine del nome di Carbognano è incerta; si possono tuttavia avanzare alcune ipotesi:
1. Sul colle di Sant'Eutizio sorgeva un tempio dedicato al dio Giano (Ara Jani: Altare di Giano) denominato successivamente Castellaccio di Arignano. Da cui Ara Jani - Arignano - Carbognano;
2. Un antico patrizio romano di nome Carbilio, attratto dalla bellezza del luogo, vi costruì una villa, storicamente documentata, per trascorrervi il proprio tempo libero. Da cui Villa Caribilia - Carbiliano - Carbognano;
3. Nel territorio di Carbognano, un tempo, c'era una villa della famiglia Romana “Carbones”, ricordata anche da Tacito. Alla famiglia apparteneva Luca Papino Carbone. Da cui Carbone - Carbognano;
4. La zona, inserita nel cuore della Selva Cimina, è stata sempre ricca di alberi di castagno e di quercia che avrebbero potuto offrire materiale per la realizzazione di carbone.

In passato il paese fu chiamato anche Corvignanum o Carmignano come si ricava da una bolla di Eugenio IV del 1443. Il suo nome compare per la prima volta in un documento del Regesto farfense (817) dove è menzionato un fundum Carbonianum di proprietà dell'Abbazia di Farfa. La sua storia è legata alle vicende del castello che ancora oggi si erge maestoso nel centro del paese che domina con la sua torre quadrata visibile da ogni ingresso del paese.

## Storia
Le origini di Carbognano sono molto antiche e sembrano risalire ad epoca Etrusca e Romana. La sua posizione a ridosso dei monti Cimini, nella parte meridionale dell'Etruria, lascia immaginare che il territorio sia stato considerato fin dal IV secolo a.C., un presidio strategico. Lo testimoniano alcuni rudimentali sepolcreti in località Costa dei galli che dovettero servire più a soldati e genti di passaggio che a una comunità stabilmente insediata nel luogo.
Notizie certe si hanno soltanto a partire dal X secolo quando il feudo risulta iscritto tra i possedimenti dell'Abbazia di Farfa. Nel secolo XIV appartenne alla potente famiglia dei Prefetti di Vico e successivamente passò tra i possedimenti della Camera Apostolica. Nel 1494 Papa Alessandro VI Borgia decise di concedere Carbognano ad Orsino Orsini, signore di Bassanello e a sua moglie Giulia Farnese, che vi soggiornò fino al 1522. Dopo di lei sua figlia Laura lo lasciò in eredità a Giulio della Rovere, nato dal suo matrimonio con Nicolò della Rovere.
Nel 1630, Papa Urbano VIII Barberini elevò Carbognano a Principato di proprietà della famiglia Colonna dai quali aveva acquistato il principato di Palestrina, che poi assunsero il cognome di Colonna Barberini di Sciarra, a cui rimase fino al 1870.

## Monumenti e luoghi d'interesse

### Architetture religiose
La chiesa parrocchiale si presenta in veste neoclassica. Nei pressi del paese vi sono le chiese di Sant'Eutizio e di San Donato, ambedue di origine medievale.
Molte altre chiese si possono incontrare nel centro del paese, come la seicentesca chiesa barocca di San Filippo Neri eretta nel 1636 da Orazio Giustiniani prete della congregazione divenuto poi cardinale, essa è la prima chiesa al mondo costruita in onore di San Filippo.
Nella vallata che si adagia sotto il Castello Farnese, si erge solitaria la settecentesca Chiesa dedicata a Sant'Anna fatta costruire per volontà e con gli sforzi del popolo di Carbognano particolarmente devoto alla Santa.
La chiesa di Santa Maria della Concezione è invece di epoca cinquecentesca, esse venne costruita per volere di Giulia Farnese signora di Carbognano, nel suo lungo periodo di residenza presso l'omonimo castello baronale.
Riveste particolare importanza la Chiesa della Madonna della Valle che custodisce il prezioso affresco di Antonio del Massaro da Viterbo detto il Pastura, raffigurante la Madonna col Bambino.

### Architetture civili
- Il palazzo baronale è una robusta e massiccia mole risalente al tardo Rinascimento, con resti di costruzioni medievali.

## Società

### Evoluzione demografica
Abitanti censiti

## Economia
Di seguito la tabella storica elaborata dall'Istat a tema Unità locali, intesa come numero di imprese attive, ed addetti, intesi come numero addetti delle unità locali delle imprese attive (valori medi annui).
|            | 2015                  |                              |                            |                |                       |                     | 2014                  |                | 2013                  |                |
| ---------- | --------------------- | ---------------------------- | -------------------------- | -------------- | --------------------- | ------------------- | --------------------- | -------------- | --------------------- | -------------- |
|            | Numero imprese attive | % Provinciale Imprese attive | % Regionale Imprese attive | Numero addetti | % Provinciale Addetti | % Regionale Addetti | Numero imprese attive | Numero addetti | Numero imprese attive | Numero addetti |
| Carbognano | 132                   | 0,56%                        | 0,03%                      | 304            | 0,51%                 | 0,02%               | 133                   | 315            | 139                   | 305            |
| Viterbo    | 23.371                |                              | 5,13%                      | 59.399         |                       | 3,86%               | 23.658                | 59.741         | 24.131                | 61.493         |
| Lazio      | 455.591               |                              |                            | 1.539.359      |                       |                     | 457.686               | 1.510.459      | 464.094               | 1.525.471      |

Nel 2015 le 132 imprese operanti nel territorio comunale, che rappresentavano lo 0,56% del totale provinciale (23.371 imprese attive), hanno occupato 304 addetti, lo 0,51% del dato provinciale (59.399 addetti); in media, ogni impresa nel 2015 ha occupato due persone (2,3).

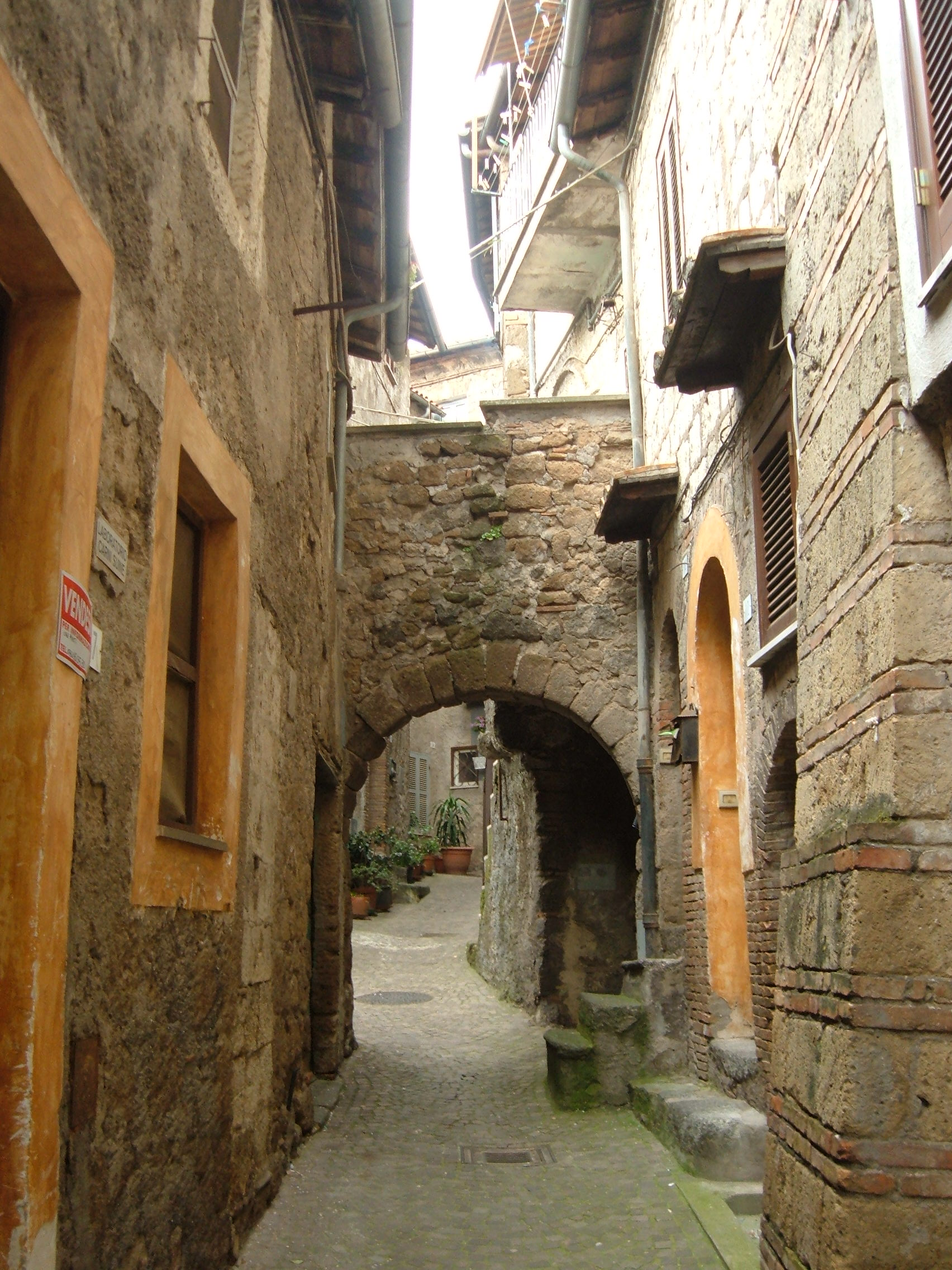
Via cittadina.

## Infrastrutture e trasporti

### Strade
Carbognano è collegata tramite la Strada Provinciale 35 Ronciglionese a Fabrica di Roma e Caprarola.

## Amministrazione
Nel 1927, a seguito del riordino delle circoscrizioni provinciali stabilito dal regio decreto n. 1 del 2 gennaio 1927, per volontà del governo fascista, quando venne istituita la provincia di Viterbo, Carbognano passò dalla provincia di Roma a quella di Viterbo.

### Altre informazioni amministrative
Fa parte della Comunità Montana Cimini.